# Anasillus crinitus
Anasillus crinitus är en skalbaggsart som beskrevs av Luciane Marinoni och Martins 1978. Anasillus crinitus ingår i släktet Anasillus och familjen långhorningar. Inga underarter finns listade i Catalogue of Life.